# Xylotrupes clinias
Xylotrupes clinias är en skalbaggsart som beskrevs av Ludwig Wilhelm Schaufuss 1885. Xylotrupes clinias ingår i släktet Xylotrupes och familjen Dynastidae. Utöver nominatformen finns också underarten X. c. buru.